# Châtenois (Vosgi)
Châtenois è un comune francese di 1 820 abitanti situato nel dipartimento dei Vosgi nella regione del Grand Est.

## Storia

### Simboli
Lo stemma è stato adottato nel 1845.

## Società

### Evoluzione demografica
Abitanti censiti